# ジャパンエレベーターサービスホールディングス
ジャパンエレベーターサービスホールディングス株式会社(Japan Elevator Service Holdings Co., Ltd.)は、持株会社として、事業会社である連結子会社、持分法適用関連会社を通じて日本国内外でエレベーターやエスカレーターといった昇降機の保守・保全業務やリニューアル業務を手掛ける会社である。
昇降機メーカーに縛られることなく多種多様な昇降機を取り扱う独立系としては最大手であり、2017年3月に業界初の上場企業となった。現在は東京証券取引所プライム市場に上場する。

## 概要

### ・独立系とは
昇降機の所有者は建築基準法や国土交通省が策定する指針等により、年１回の法定点検や使用頻度等に応じた定期点検を実施することが義務付けられている。昇降機メーカーやその系列会社、特約店等に保守・点検を委託することが通例となっているが、独立系と呼ばれる、メーカーに縛られることなく多種多様な昇降機の保守・点検を行う企業に委託するケースも増えている。
このような独立系の昇降機メンテナンス会社は標準型エレベーターが登場し、昇降機が設置された建築物が一般的となった1960年代から存在しているが、地域特化型の中小企業が中心であった。

### ・設立経緯
創業者の石田克史は高校卒業後の1985年にエス・イー・シーエレベーター株式会社に入社、技術員として昇降機の保守・保全業務を経験した後、ビル管理会社等の経験を経て1994年10月3日、東京都千代田区岩本町にジャパンエレベーターサービス株式会社（現ジャパンエレベーターサービスホールディングス株式会社）を設立した。設立当初、まだ20代後半であった石田は、日中に契約先の昇降機の保守・保全業務をこなした後、スーツに着替えて飛び込み営業を行うなどフル回転で事業の礎を築いた。

### ・社名
ジャパンエレベーターサービスという社名は、「メンテナンス業はサービス業である」という信念に基づいている。顧客と安心・安全の絆を築くためには、昇降機の保守・保全業務を機械的に提供するのではなく、技術員が高い技術力を持っていることはもちろん、社会人としての常識やビジネスマナーを身に着けた、人として信頼される人材が集合した組織である必要がある。また、昇降機メンテナンス業として日本を代表する企業を目指すのみならず、世界に広がる可能性を見据えた会社名として「ジャパン」が社名の頭に掲載される。
グループロゴはロープでつるされたエレベーターのかごを象徴する形状を、日の丸を彷彿とさせる色で表現され、社名の持つ意味を効果的に表現している。

## 事業内容
多種多様な昇降機の保守・保全、リニューアル事業を展開している。

### ・保守・保全事業
建築基準法に定められた法定検査（保守・点検）や、エレベーター等の清掃、注油、調整、消耗品の補充・交換等を行う定期点検を行うほか、点検結果に基づく合理的な判断のもと行う、劣化した部品の取り替えや修理等を提案する。取り換えや修理は契約の内容により、有償で行う場合（保全業務）及び無償で行う場合がある。

### ・リニューアル事業
昇降機は製造開始から長期間が経過すると、保守部品を構成する素子・素材の入手が困難となり、昇降機メーカーが保守部品の供給を停止する結果、現在稼働している機種の部品交換・修理が困難となる場合がある。このため、設置後20年程度経過したエレベーターを主な対象として、信頼性・安全性・運転効率などの向上を目的に、制御盤・巻上機等の主要部品の一式取り替え工事（リニューアル）、既設品の撤去・新設工事を実施している。

### ・その他事業
「LiftSPOT」広告事業や国内外で買収した企業のうち、ビルメンテナンスなど昇降機の保守・保全、リニューアル以外の事業が含まれる。

## 事業展開

### ・「PRIME」開発
2000年代に入り、昇降機メーカーは相次いで乗用エレベーターに通信機能を組み込み、昇降機メーカー側に開設されたコントロールセンターから昇降機の動きを常時監視するほか、異常検知時にコントロールセンターから昇降機を遠隔操作し、点検により異常の原因を特定してから技術員を派遣するなど保守業務の効率化を実現させた。この結果、月1回が原則であった定期点検も、遠隔監視システムが開設された昇降機については3か月に1回の定期点検が認められるようになった。
こうした動きが独立系メンテナンス会社の参入障壁につながることのないよう、多額の資金を投じて独自の遠隔監視システム「PRIME」を開発、その技術を内外で特許登録し、2007年から商用サービスを開始した。

### ・イノベーションセンター
2017年10月には埼玉県和光市にJES Innovation Center（JIC）を竣工させた。独立系メンテナンス会社では初となるテスト用エレベーター4基を収納する高さ50ｍ（15階建てビルを想定）のテストタワーを併設し、契約する昇降機の動きを24時間365日体制でモニターし、故障や閉じ込めなどが発生した際に迅速に技術員を現場に派遣するための司令塔となる「コントロールセンター」、多種多様な昇降機の保守・点検に必要な知識からビジネスマナーまでを習得させるための独自研修プログラム「STEP24」を履修するための研修施設である「テクニカルサポート」、昇降機メーカーの純正パーツやリファービッシュ品、リニューアルに必要な機材の倉庫である「パーツセンター」、制御盤の組み立てや動作検証を行う「リニューアル制御フロア」を備えた複合コンプレックスになっている。
2020年10月にはJICに隣接する場所にJES Innovation Center Lab（JIL）を竣工させた。6基の実験用エレベーターを収納する高さ約33メートル（10階建てのビルを想定）のテストタワーを併設し、制御盤の心臓部分である基盤や「PRIME」の機能向上のための技術開発を行う研究開発機能を集約させた。
和光市のイノベーションセンターは東京外環自動車道和光インターチェンジに近く、羽田空港へのアクセスもスムーズであることから首都圏のみならず、日本全国の拠点・契約先に迅速にパーツを供給できる好立地である。
潜在顧客をJIC／JILを案内することで、独立系でも昇降機メーカー並みのサービスを提供することが可能であることを説明し、契約獲得につなげている。またテストタワーは周辺の消防署に開放しており、災害の際の救助訓練に利用されるなど地域貢献の要となっている。
2024年3月には兵庫県宝塚市にJES Innovation Center Kansai（JIK）が竣工し、機能分散と冗長化を実現している。

### ・M&Aによる拡大
2020年4月、セイコーエレベーター株式会社の買収を発表した。以降、2022年10月の株式会社生田ビルディングメンテナンスの買収まで、国内の独立系昇降機メンテナンス会社13社を子会社化した。その後も既存エリアの深耕、新規エリアの拡充のための買収が適宜行われている。

### ・昇降機保守サービス拡充のための横展開
2018年2月、株式会社INFORICHに出資し、協働でエレベーターのかご内で動画広告を配信する事業を開始した。タブレット型端末をかご内に設置し、内臓カメラが防犯カメラの機能を提供するほか、スクリーンでは動画広告、生活情報、メンテナンス情報等を提供する。2018年5月には事業を本格展開するため全額出資子会社としてエレベーターメディア株式会社を設立した。このサービスは現在「LiftSPOT」としてサービス展開している。
2021年3月、大型ベルトコンベヤのほか立体駐車装置の開発・設置・保守を手掛けるNCホールディングス株式会社と合弁でジャパンパーキングサービス株式会社を設立。マンション敷地内等に設置される立体駐車装置の保守を提供する体制を整え、エレベーター保守契約獲得を後押しする。

### ・海外展開
2014年7月、香港にJAPAN ELEVATOR SERVICE HONG KONG COMPANY LIMITEDを設立した。日本における昇降機リニューアルを支える国際サプライチェーン開発や、東南アジア諸国における昇降機メンテナンス市場動向を把握するための拠点とした。その後インド、インドネシア、ベトナム、マレーシアと海外事業を展開している。

### ースポーツとのかかわり

#### ・横浜FC
2012年～2016年、2018年～2020年、2023年～現在までオフィシャルパートナーとなっている。
勝利という目標に向かって、選手、監督、スタッフの皆様の絶え間ない努力によって、成長を続ける横浜FCの姿はJESグループの企業理念「何よりも安全のために。」「見えないからこそ手を抜かない。」「信頼を礎に。」と相通ずるものがあると考えている。

#### ・三浦知良
2016年から三浦知良のスポンサーを継続している。Jリーグ草創期から日本サッカー界を牽引、50歳を超えた現在もプロサッカー選手として活躍するためには徹底した体のケアが必要であり、その存在はJESグループの企業理念「何よりも安全のために。」「見えないからこそ手を抜かない。」「信頼を礎に。」を象徴するものであると考えている。

#### ・JES柔道部
2023年4月に、シドニーオリンピック金メダリスト、元日本男子代表監督の井上康生をゼネラルマネージャー、その兄である井上智和を監督とするJES柔道部を設立した。初代メンバーには全日本強化指定選手の村尾三四郎選手がおり、2024年には同、斉藤立選手などが入部した。柔道の礼節・自立・高潔・品格を重んじ、「精力善用」「自他共栄」の精神を軸とした人づくりの姿勢は、JES グループの社名に込められた「メンテナンスはサービス業である」という想いや、企業理念「何よりも安全のために。」「見えないからこそ手を抜かない。」「信頼を礎に。」に共通すると考えている。

### ーテレビ広告出稿
三浦知良や松岡修造を使ったテレビCMを出稿したことがある。

## 沿革
1994年
- 10月 - ジャパンエレベーターサービス株式会社を設立

1999年
- 4月 - 東京都千代田区東神田に本社移転

2007年
- 5月 - リモート遠隔点検サービス「PRIME」を開発
- 6月 - 本社内に24時間365日、エレベーター等の稼働状況の監視・問い合わせ対応を専門に行うコントロールセンターを設置

2010年
- 4月 - 株式移転の手続によりKIホールディングス株式会社を設立。同社が当社の親会社となる

2014年
- 3月 - 子会社の経営管理を事業目的とするKIホールディングス株式会社を吸収合併し、同社の子会社で あったジャパンエレベーターサービス千葉株式会社（2014年3月にジャパンエレベーターパーツ株式会社に商号変更）を子会社化。 エレベーターのメンテナンスを主たる事業とする株式会社ステップを吸収合併
- 4月 - 吸収分割の手続きにより、エレベーター等のパーツに関する調達・販売事業をジャパンエレベーターパーツ株式会社へ移管
- 7月 - リニューアル本部及びジャパンエレベーターパーツ株式会社をJESソリューションスクエア（東京都江東区塩浜）へ移転。子会社 JAPAN ELEVATOR SERVICE HONG KONG COMPANY LIMITEDを香港に設立

2015年
- 1月 - 2015年4月1日の持株会社化に先立ち事業子会社5社を設立。（ジャパンエレベーターサービス北海道株式会社、ジャパンエレベーターサービス城南株式会社、 ジャパンエレベーターサービス城西株式会社、ジャパンエレベーターサービス神奈川株式会社、ジャパンエレベー ターサービス東海株式会社）
- 4月 - ジャパンエレベーターサービスホールディングス株式会社に商号を変更。吸収分割の手続きにより、当社の保守・保全業務に関する事業を事業子会社5社へ、リニューアル業務をジャパンエレベーターパーツ株式会社へ移管
- 10月 - JAPAN ELEVATOR SERVICE HONG KONG COMPANY LIMITEDを通じJoint Venture Ltd.の株式を取得、持分法適用関連会社化

2016年
- 1月 - Joint Venture Ltd.を通じ、香港のエレベーターメンテナンス会社であるLighthouse Elevator Engineering Limitedへ出資
- 2月 - 子会社　Japan Elevator Service India Private Limitedをインドに設立
- 4月 - 東京都中央区日本橋に本社移転
- 6月 - Jindal Prefab Private Limitedとの合弁で、JAPAN JINDAL ELEVATOR SERVICE PRIVATE LIMITEDをインドに設立

2017年
- 3月 - 東京証券取引所マザーズに株式を上場
- 5月 - 関西地区の事業拡大を目的とし、ジャパンエレベーターサービス関西株式会社が発足
- 10月 - 独立系初のエレベーターのテストタワーを備えた最新研究施設「JES Innovation Center（JIC）」を 竣工

2018年
- 5月 - エレベーター内動画広告配信事業を展開するため、エレベーターメディア株式会社を設立
- 9月 - 東京証券取引所市場第一部へ市場変更

2019年
- 4月 - 九州地区の事業拡大を目的とし、ジャパンエレベーターサービス九州株式会社を設立。信越地区への事業拡大等を目的とし、株式会社上新ビルサービスを子会社化

2020年
- 3月 - PT.Bangun Karunia Prima Langgeng、PT.Cahaya Daya Esaとの合弁で、PT.Japan Elevator Service Indonesiaをインドネシアに設立
- 4月 - セイコーエレベーター株式会社を子会社化
- 8月 - 株式会社NSエレベータを子会社化
- 10月 - リニューアル事業における各種研究開発活動を目的として「JES Innovation Center Lab（JIL）」を 竣工。 株式会社三好エレベータ、株式会社コスモジャパンを子会社化
- 11月 - 株式会社関西エレベーター、株式会社長野エレベーターを子会社化

2021年
- 1月 - 東京エレベーター株式会社を子会社化
- 3月 - 事業領域の拡大を目的とし、NCホールディングス株式会社との合併で、ジャパンパーキングサービス株式会社を設立
- 5月 - 株式会社トヨタファシリティーサービスを子会社化
- 7月 - エヒメエレベータサービス株式会社を子会社化
- 8月 - 四国昇降機サービス株式会社を子会社化
- 10月 - 四国エレベーターサービス株式会社を子会社化
- 11月 - JAPAN UNIECO ELEVATOR SERVICE COMPANY LIMITEDを子会社化

2022年
- 1月 - 株式会社関東エレベーターシステムを子会社化
- 2月 - 株式会社EVOTECHを子会社化
- 4月 - 中国、四国地区の事業拡大を目的とし、ジャパンエレベーターサービス中四国株式会社を設立。 東京証券取引所の市場区分の見直しにより、東京証券取引所の市場第一部からプライム市場に移行
- 6月 - COFRETH(M)SDN.BHD.を子会社化
- 9月 - ジャパンエレベーターサービス城西株式会社が株式会社コスモジャパンを吸収合併
- 10月 - 株式会社生田ビルディングメンテナンスを子会社化

2023年
- 5月 - ジャパンエレベーターサービス関西株式会社が株式会社関西エレベーターを吸収合併
- 7月 - ジャパンエレベーターサービス城南株式会社がセイコーエレベーター株式会社を吸収合併
- 9月 - 株式会社エミックを子会社化。 四国昇降機サービス株式会社が株式会社生田ビルディングメンテナンスを吸収合併
- 12月 - ジャパンエレベーターサービス城西株式会社が株式会社トヨタファシリティーサービスを吸収合併

2024年
- 2月 - 株式会社エレドック沖縄を子会社化
- 3月 - 西日本エリアの物流を担う拠点として「JES Innovation Center Kansai（JIK）」を竣工
- 4月 - ジャパンエレベーターサービス北海道株式会社が株式会社エミックを吸収合併
- 10月 - 昌和輸送機東北株式会社を子会社化

## リニューアル
同社の基幹となるのがエレベーターのリニューアル部門である。国内には様々なメーカー・型式のエレベーターが存在するが、同社のリニューアルにはその何れにも対応出来るメリットがある。

## 死亡事故
2023年8月21日
江戸川区立鹿骨小学校にて学校給食の搬送用エレベーターの補修工事中に作業員が死亡する事故が発生した。学校職員が意識不明となった作業員を発見し、110番通報したがその後死亡が確認された。

## 関連会社
- ジャパンエレベーターサービス北海道株式会社
- ジャパンエレベーターサービス城南株式会社
- ジャパンエレベーターサービス城西株式会社
- ジャパンエレベーターサービス神奈川株式会社
- ジャパンエレベーターサービス東海株式会社
- ジャパンエレベーターサービス関西株式会社
- ジャパンエレベーターサービス中四国株式会社
- ジャパンエレベーターサービス九州株式会社
- ジャパンエレベーターパーツ株式会社
- ジャパンパーキングサービス株式会社
- エレベーターメディア株式会社
- 株式会社ＮＳエレベータ
- 株式会社三好エレベータ
- 株式会社長野エレベーター
- 東京エレベーター株式会社
- エヒメエレベータサービス株式会社
- 四国昇降機サービス株式会社
- 四国エレベーターサービス株式会社
- 株式会社関東エレベーターシステム
- 株式会社エレドック沖縄
- 昌和輸送機東北株式会社
- 株式会社上新ビルサービス
- 株式会社ＥＶＯＴＥＣＨ
- JAPAN ELEVATOR SERVICE HONG KONG COMPANY LIMITED
- JAPAN ELEVATOR SERVICE INDIA PRIVATE LIMITED
- JAPAN JINDAL ELEVATOR SERVICE PRIVATE LIMITED
- PT.JAPAN ELEVATOR SERVICE INDONESIA
- JAPAN UNIECO ELEVATOR SERVICE COMPANY LIMITED
- COFRETH (M) SDN. BHD.

## 出典

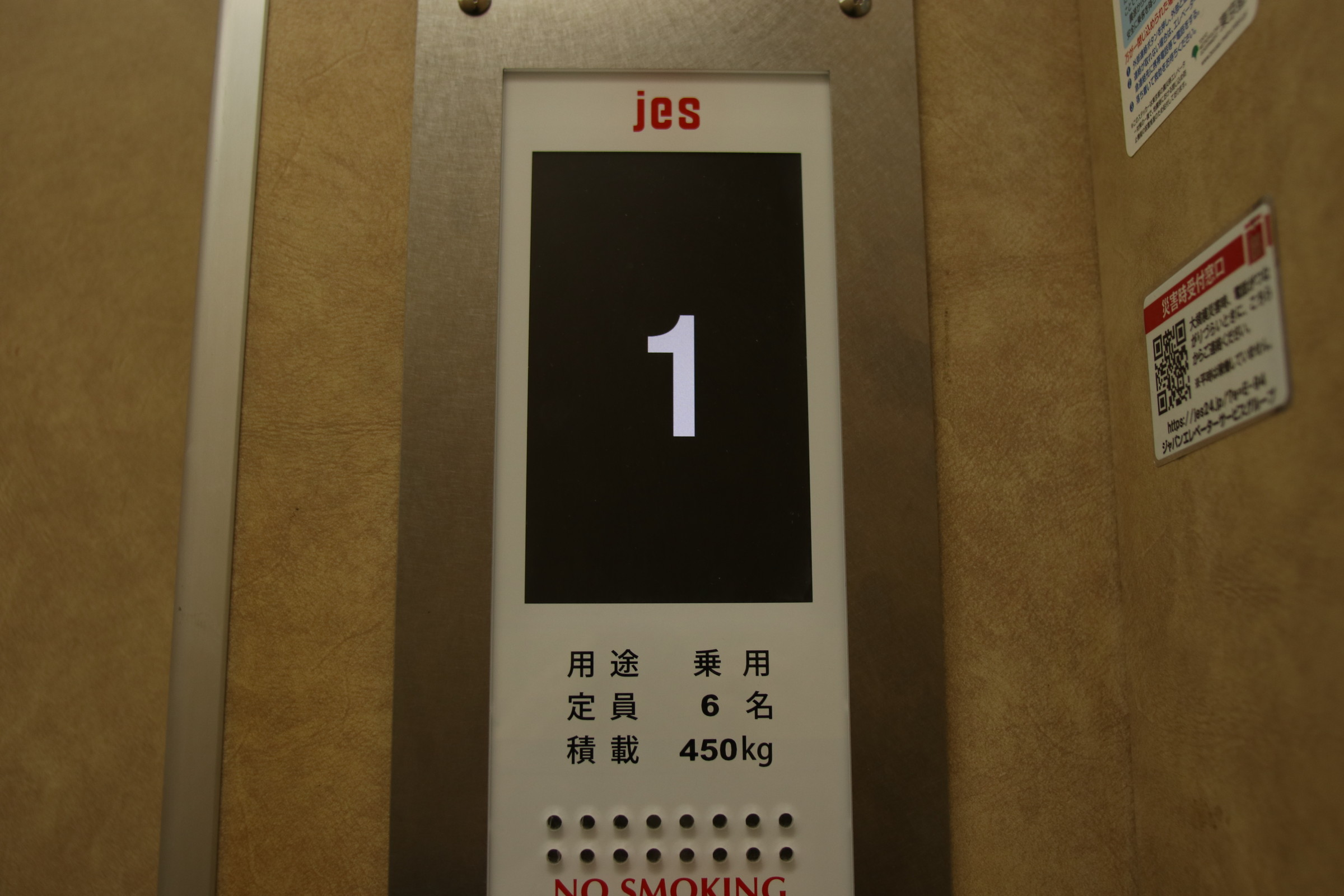
エレベーター